# Comme deux crocodiles
Pour plus de détails, voir Fiche technique et Distribution.
Comme deux crocodiles (Come due coccodrilli) est un film franco-britannico-italien réalisé par Giacomo Campiotti, sorti en 1994.

## Synopsis
Un marchand d'art célèbre, fils illégitime d'un aristocrate italien, retourne dans sa maison familiale pour se confronter à ses demi-frères qui le haïssent...

## Fiche technique
- Titre original : Come due coccodrilli
- Titre français : Comme deux crocodiles
- Réalisation : Giacomo Campiotti
- Scénario : Aleksandr Adabashyan, Giacomo Campiotti, Marco Piatti
- Chef décorateur : Antonia Rubeo
- Maquillage : Fabienne Robineau (key makeup artist)
- Photographie : Raffaele Mertes
- Montage : Roberto Missiroli
- Musique : Stefano Caprioli
- Production : 
  - Producteur : Domenico Procacci
  - Coproducteurs : Patrice Poiré, David Kodsi
- Société(s) de production : Fandango, K'Ien Productions et Portobello Pictures en coproduction. Rai 1 en participation.
- Société(s) de distribution : (France) MC4 Distribution
- Pays d'origine :  France,  Italie,  Royaume-Uni
- Année : 1994
- Langue originale : italien
- Format : noir et blanc – couleur – 35 mm – 1,85:1
- Genre : drame
- Durée : 100 minutes
- Dates de sortie : 
  -  Italie : 30 mars 1995
  -  France : 19 juillet 1995

## Distribution
- Fabrizio Bentivoglio : Gabriele
- Giancarlo Giannini : Pietro Fraschini
- Ignazio Oliva : Gabriele, jeune
- Valeria Golino : Marta
- Angela Baraldi : Antonella
- Sandrine Dumas : Claire
- Adriano Martelli : Gabriele